# Calle Palomar (Tranvía de San Diego)
La Avenida Palm es una estación del Trolley de San Diego localizada en San Diego, California que funciona con la línea Azul. La siguiente estación Sur es Avenida Palm y la siguiente estación Norte es la Calle H de ambas líneas.

## Zona
La estación se encuentra localizada entre la Industrial Boulevard y la Calle Palomar cerca de una nueva pequeña rotonda hacia la Calle Ada. Cerca de la estación se encuentran numerosas tiendas como Target y Food 4 Less.

## Conexiones
Las líneas de buses que sirven a esta estación son los autobuses de las Rutas 701, 704 y 712.